# Señorío de Irlanda
El Señorío de Irlanda (1177-1542) fue un estado nominativo de toda la isla de Irlanda creado en los comienzos de la invasión Normanda en su costa este en 1169. Un área que en la Edad Media tardía se conoció como La Empalizada o empalizada de Dublín, debido a sus defensas, en imitación de la anterior llamada empalizada de Calais. Su autoridad nunca fue extendida a través de la isla en ningún momento durante su existencia sino que fue restringida a la Empalizada. Debe sus orígenes a la decisión de la dinastía de Leinster, Diarmuid MacMorrough, de llevar un caballero normando procedente de Gales, Richard de Clare (conocido como Strongbow), para que le ayudase a recuperar su trono después de haber sido este destronado por una confederación dirigida por el nuevo Rey Supremo Irlandés (el previo incumbente había protegido a MacMurrough). Enrique II de Inglaterra, quien reinó sobre Inglaterra y reinó sobre partes de Francia, invadió Irlanda para controlar a de Clare, de quién se temía estaba convirtiéndose en amenaza a la estabilidad de su propio reino en sus extremos occidentales (anteriormente, había habido temores de que los sajones refugiados pudieran usar Irlanda o Flandes como base para una contraofensiva después de 1066). Irónicamente, gran parte de la futura consolidación Plantagenet del Sur de Gales fue fomentada por mantener abiertas las rutas hacia Irlanda.
Otra razón por las que el rey Enrique invadió la isla fue porque el papa Adriano IV, el único papa inglés, había hecho una bula papal (la bula laudabiliter) autorizando al monarca inglés tomar posesión de Irlanda. Esto fue porque Irlanda tenía una Iglesia celta que era independiente de la Iglesia católica y creía en varias doctrinas heréticas. El papa quería que el rey inglés tomara posesión de Irlanda para que él pudiera incorporar la Iglesia irlandesa dentro de la Iglesia católica. El papa tenía el derecho de otorgar soberanía sobre las islas a diferentes monarcas por un documento llamado la Donación de Constantino. Se le entregó la isla de Irlanda al monarca inglés como un territorio feudal bajo el señorío nominal del papa. La bula papal concedió el título al rey inglés de Señor de Irlanda.
Habiendo capturado una pequeña parte de la isla en la costa este, Enrique uso las tierras para resolver una disputa dividiendo a su familia. Por un tiempo había dividido sus territorios entre sus hijos; un hijo apodado Juan sin Tierra, fue dejado sin territorio, de ahí el apodo. Enrique le otorgó a Juan sus tierras irlandesas, convirtiéndose este en Señor de Irlanda (Dominus Hiberniae) en 1185, llegando así el territorio irlandés a convertirse en Señorío de Irlanda.
Sin embargo el destino intervino en la forma de las muertes de los hermanos mayores de Juan. Como resultado, él se convirtió en el rey Juan I de Inglaterra, y el Señorío de Irlanda, en vez de ser un área separada gobernada por un príncipe menor inglés, se convirtió en una posesión territorial de la Corona Inglesa.
Los monarcas ingleses continuaron usando el título 'Señor de Irlanda' para referirse a sus tierras conquistadas en la isla de Irlanda. El título fue cambiado por un Acta del Parlamento de Irlanda gobernando esas tierras en 1541, cuando a petición del rey Enrique VIII de Inglaterra se le otorgó un nuevo título, rey de Irlanda, con el Estado renombrado como Reino de Irlanda. La razón por la que Enrique VIII cambió su título, fue porque el señorío de Irlanda había sido otorgado al monarca Inglés por el papado, y Enrique había sido excomulgado por la Iglesia católica; lo que significaba que el título ya no era válido. El título estaba nominalmente sujeto al señorío del Papa, así que debido a la separación del rey de Inglaterra con Roma, se le cambió el título irlandés. Véase también Duque de Dublín.

## Parlamentos y Grandes Consejos 1318 - 1361
- 1310, Kilkenny
- 1320, Dublín
- 1324, Dublín
- 1327, Dublín
- 1328, Kilkenny
- 1329, Dublín
- 1330, Kilkenny
- 1331, Kilkenny
- 1331, Dublín
- 1341, Dublín
- 1346, Kilkenny
- 1350, Kilkenny
- 1351, Kilkenny
- 1351, Dublín
- 1353, Dublín
- 1357, Kilkenny
- 1359, Kilkenny
- 1359, Waterford
- 1360, Kilkenny
- 1366, Kilkenny
- 1359, Dublín